# 납치

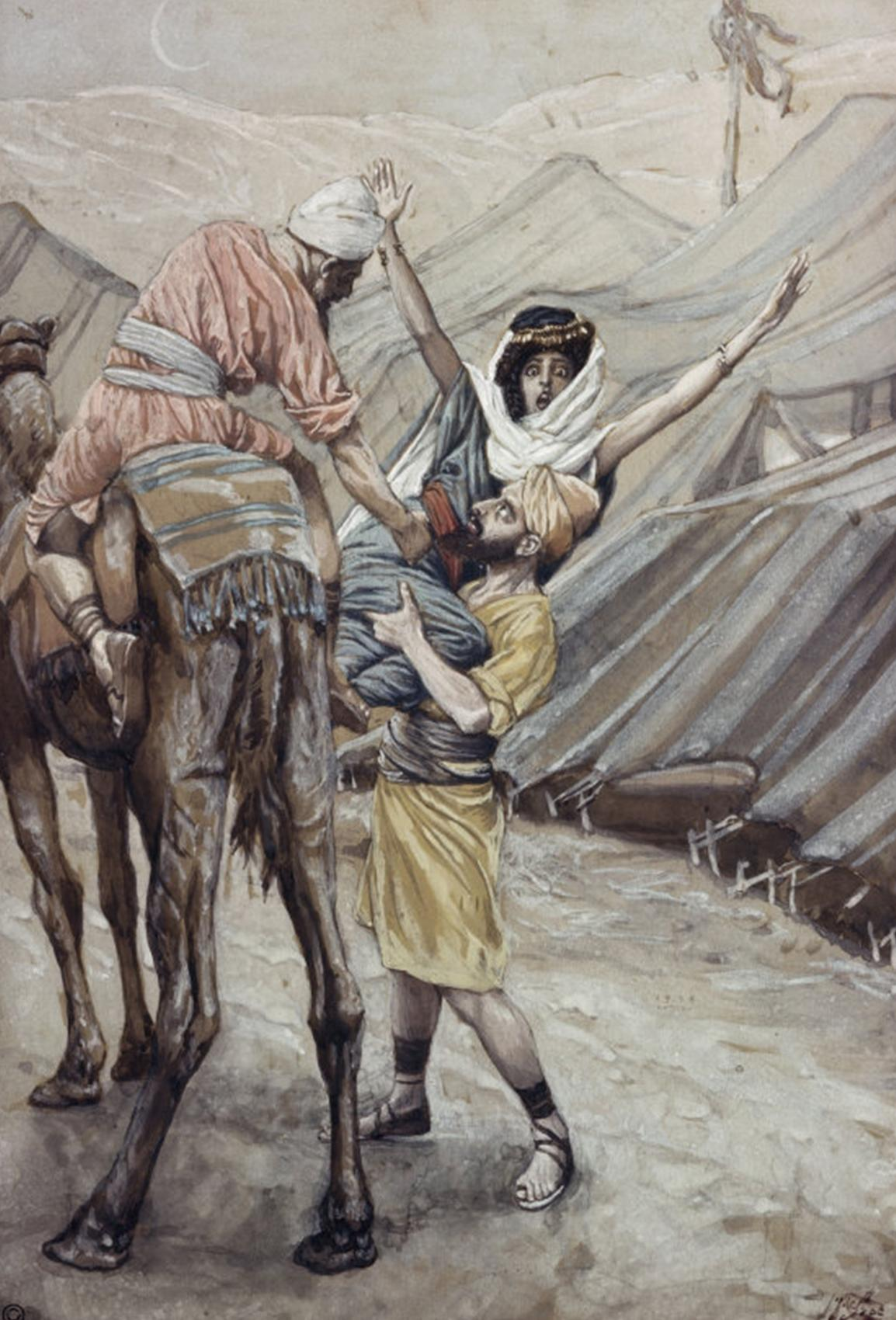

납치(拉致, 문화어: 랍치)는 한 개인의 자유를 빼앗아 강제로 다른 장소로 데리고 가는 것을 의미한다. 납치는 일반적으로 무력이나 두려움을 사용하여 수행되지만 반드시 그런 것은 아니다. 즉, 일반적으로 위협/폭행 또는 구타도 포함된다. 하지만 그러한 추가적인 요소가 없는 채로나, 누군가가 기꺼이 차량에 들어가거나 거주하도록 유도하는 경우에도 납치에 해당한다.
납치는 피해자를 석방하는 대가로 몸값을 요구하거나 기타 불법적인 목적으로 행해질 수 있다. 납치에는 신체적 부상이 동반될 수 있으며, 이는 범죄를 가중 납치로 격상시킬 수 있다.

## 통계
2021년 유엔 마약 범죄 사무소는 미국이 납치 사건이 가장 많은 국가(총 56,652건)라고 보고했다.
| 1  | 파키스탄          | 파키스탄          | 파키스탄     | 파키스탄 |
| 2  | 멕시코            | 이라크            | 인도         | 영국     |
| 3  | 브라질            | 인도              | 멕시코       | 독일     |
| 4  | 필리핀            | 남아프리카 공화국 | 이라크       | 멕시코   |
| 5  | 베네수엘라        | 브라질            | 나이지리아   | 모로코   |
| 6  | 에콰도르          | 멕시코            | 리비아       | 에콰도르 |
| 7  | 러시아와 CIS      | 에콰도르          | 아프가니스탄 | 브라질   |
| 8  | 나이지리아        | 베네수엘라        | 방글라데시   | 뉴질랜드 |
| 9  | 인도              | 콜롬비아          | 수단         | 호주     |
| 10 | 남아프리카 공화국 | 방글라데시        | 레바논       | 네덜란드 |

## 같이 보기
- 유괴
- 볼모
- 인신매매
- 스톡홀름 증후군